# Myotis bechsteini
Il vespertilio di Bechstein (Myotis bechsteini  Kuhl, 1817) è un pipistrello della famiglia dei Vespertilionidi diffuso in Europa ed Asia sud-occidentale.

## Descrizione

### Dimensioni
Pipistrello di piccole dimensioni, con la lunghezza della testa e del corpo tra 45 e 55 mm, la lunghezza dell'avambraccio tra 39 e 45 mm, la lunghezza della coda tra 41 e 45 mm, la lunghezza delle orecchie tra 19 e 28 mm e un peso fino a 12 g.

### Aspetto
La pelliccia è lunga. Le parti dorsali variano dal bruno chiaro al rossastro, mentre le parti ventrali sono grigie chiare. Il muso, le membrane alari e le orecchie sono color bruno-rosato. Queste ultime sono molto lunghe, strette e con 9-11 pliche longitudinali sulla superficie interna. Il trago è lanceolato e lungo più della metà del padiglione auricolare. Le ali sono larghe e attaccate posteriormente alla base dell'alluce. I piedi sono piccoli. L'estremità della coda si estende oltre l'uropatagio. Il cariotipo è 2n=44 FNa=52.

### Ecolocazione
Emette ultrasuoni con frequenza variabile tra 80 e 35 kHz e massima energia a 50 kHz.

## Biologia

### Comportamento
In estate si rifugia nelle cavità degli alberi e talvolta all'interno di edifici solitariamente, eccetto le femmine che si riuniscono in vivai fino a 30 individui. In inverno entra in ibernazione da ottobre o novembre fino a marzo od aprile e si sposta in siti sotterranei naturali o artificiali molto umidi e con temperature comprese tra 7-8 °C, sebbene possa rimanere ancora negli alberi. Si adatta frequentemente all'utilizzo dei rifugi per pipistrelli. Durante il riposo rimane appeso con i piedi alle pareti, oppure si infila nelle strette feritoie. Mantiene le orecchie sempre dritte. È una specie sedentaria. L'attività predatoria inizia a notte fonda e ritorna ai rifugi molto prima dell'alba. Effettua il volo a bassa quota, a circa 1-5 metri dal suolo, ed è manovrato.

### Alimentazione
Si nutre di lepidotteri, ditteri, planipennia e altri artropodi non volanti come ragni e opilioni catturati nel bosco o lungo i suoi margini.

### Riproduzione
Gli accoppiamenti generalmente avvengono all'inizio dell'autunno e si protraggono fino alla primavera successiva. Le femmine danno alla luce un piccolo alla volta all'inizio dell'estate dopo una gestazione di circa 50-60 giorni. Viene svezzato dopo 6-7 settimane di vita. L'aspettativa di vita è di circa 21 anni.

## Distribuzione e habitat
Questa specie è diffusa in Europa, dal Portogallo, Spagna, Francia, Svizzera, Austria, Germania, Belgio, Danimarca, Paesi Bassi, Inghilterra sud-occidentale, Polonia, Bielorussia, Repubblica Ceca, Slovacchia, Ungheria, Slovenia, Croazia, Bosnia-Erzegovina, Albania, Romania, Moldavia, Bulgaria, Grecia, Turchia europea, centro-settentrionale, sud-occidentale e nord-orientale, Georgia occidentale, Azerbaigian sud-occidentale e Russia sud-occidentale.
In Italia è presente in Piemonte, Lombardia, Veneto, Friuli-Venezia Giulia, Emilia-Romagna, Liguria, Toscana, Umbria, Marche, Abruzzo, Molise, Campania e Calabria. È inoltre stato osservato in Corsica, Capri, Isola d'Elba, Sicilia e nell'isola danese di Bornholm.
Il vespertilio di Bechstein è una specie quasi esclusivamente boschiva. Popola principalmente faggete e querceti, ma si può trovare anche in altri tipi di foresta ed in parchi e giardini. Si spinge fino a 1350 metri di quota in estate e primavera; in inverno raggiunge i 1800 metri.

## Conservazione
La IUCN Red List, considerato che ci sono poche informazioni circa lo stato della popolazione, sebbene sia stato evidenziato un declino di oltre il 30% negli ultimi 15 anni a causa della perdita e del degrado del proprio habitat, classifica M.bechsteinii come specie prossima alla minaccia di estinzione (Near Threatened).